# Ennio Antonelli
Pour les articles homonymes, voir Ennio Antonelli (acteur) et Antonelli.
Ennio Antonelli, né le 18 novembre 1936 à Todi dans la province de Pérouse (Ombrie), est un  cardinal italien, président émérite du Conseil pontifical pour la famille depuis juin 2012.

## Biographie

### Études
Ennio Antonelli suit ses études au séminaire pontifical régional d'Assise, puis au Grand Séminaire pontifical romain. Il obtient une licence en théologie à l'Université pontificale du Latran et une maîtrise en lettres classiques et en philosophie à l'Université d'État de Pérouse.

### Prêtre
Il est ordonné prêtre le 2 avril 1960 et exerce les fonctions de vice-recteur et professeur, puis recteur du séminaire de son diocèse. De 1968 à 1983, il enseigne la théologie dogmatique au séminaire régional d'Assise et l'histoire de l'art dans les instituts supérieurs d'Assise et Deruta.

### Évêque
Le 25 mai 1982, Ennio Antonelli est nommé évêque de Gubbio, et il reçoit la consécration épiscopale le 29 août. Dans cette fonction, il construit le nouveau séminaire du diocèse, le centre pastoral diocésain ainsi qu'une maison pour le clergé. Il occupe cette charge pendant six ans, avant d'être transféré au siège archiépiscopal de Pérouse-Città della Pieve (6 octobre 1988).
Le 25 mai 1995, il devient secrétaire de la Conférence épiscopale italienne, au sein de laquelle il collabore notamment à l'élaboration de la nouvelle version du catéchisme pour adultes. Il est confirmé dans cette fonction en 2000. Il participe à l'assemblée du synode des évêques pour l'Europe en 1999 et travaille à la préparation du jubilé de l'an 2000.
Lors de la réunion des secrétaires généraux des Conférences épiscopales européennes, qui s'est tenue en 1999 en Croatie, l'intervention de Mgr Antonelli au sujet d'une initiative — lancée dans la perspective du Jubilé — par la Conférence épiscopale italienne a fait grand bruit. Il a expliqué que les évêques italiens avaient proposé l'acquisition de parts de la dette extérieure d'un ou plusieurs pays en voie de développement, une partie de la dette étant ainsi annulée grâce à la somme obtenue à travers l'achat de parts.
Mgr Antonelli est nommé par Jean-Paul II archevêque de Florence le 21 mars 2001, pour succéder au cardinal Silvano Piovanelli, atteint par la limite d'âge.

### Cardinal
Il est créé cardinal lors du consistoire du 21 octobre 2003 au titre de Sant'Andrea delle Fratte. Il devient membre des conseils pontificaux pour les laïcs et pour les communications sociales. 
Il participe aux deux conclaves de 2005 (élection de Benoît XVI) et de 2013 (élection du pape François).
Benoît XVI le nomme président du Conseil pontifical pour la famille le 7 juin 2008 en remplacement du cardinal Alfonso López Trujillo décédé le 19 avril. Il conserve cette charge jusqu'au 26 juin 2012, quelques semaines après la 7e rencontre mondiale des familles.
Le 18 novembre 2016, il atteint la limite d'âge, ce qui l'empêche de participer aux votes du conclave de 2025 (élection de Léon XIV).